# Oplopomops diacanthus
Oplopomops diacanthus là loài cá biển duy nhất thuộc chi Oplopomops trong họ Cá bống trắng. Loài này được mô tả lần đầu tiên vào năm 1943.

## Từ nguyên
Tên chi này được ghép từ Oplopomus, một chi khác trong họ Cá bống trắng và hậu tố ópsis trong tiếng Hy Lạp cổ đại (ὄψις; “tương đồng”). Từ định danh diacanthus được ghép bởi hai âm tiết trong tiếng Latinh: di (“hai”) và acanthus (“gai”), hàm ý đề cập đến hai ngạnh cứng, mỗi cái nằm phía trước mỗi vây lưng.

## Phân bố và môi trường sống
O. diacanthus được ghi nhận từ quần đảo Ryukyu (Nam Nhật Bản) trải dài về phía nam đến bờ bắc Úc, băng qua khu vực Đông Nam Á ở Tây Thái Bình Dương, phía đông đến quần đảo Marshall và quần đảo Phoenix, phía tây đến Maldives. Ở Việt Nam, O. diacanthus được ghi nhận tại khu vực vịnh Nha Trang–vịnh Vân Phong.
O. diacanthus được tìm thấy trên nền cát và đá vụn nhuyễn gần các rạn san hô ở độ sâu khoảng 3–20 m.

## Mô tả
Chiều dài chuẩn lớn nhất được ghi nhận ở O. diacanthus là 7,5 cm. Thân màu xám, trong mờ, có đốm nâu và trắng bên dưới hàng vảy giữa. Vây đuôi tròn. Có vảy lược ở thân và gáy, má và nắp mang không có vảy.
Số gai ở vây lưng: 7; Số tia ở vây lưng: 10; Số gai ở vây hậu môn: 1; Số tia ở vây hậu môn: 9–11.

## Sinh thái
O. diacanthus xuất hiện trên nền cát sáng màu, thường ẩn mình một phần trong cát.